# 托马斯·哈利斯
托马斯·哈利斯（英語：Thomas Lake Harris，1823年—1906年）生于英格兰，后移民到美国，是传道人、灵性主义先知、诗人、酒商。后在加利福尼亚州圣罗莎创办了新生活兄弟会。

## 生平
托马斯·哈利斯1823年5月15日出生于英格兰 白金汉郡， 父母都是严格 加尔文 浸礼会教友 ，非常贫穷。五岁时随父母移民到纽约州的由提卡。母亲早逝，哈利斯九岁时就要补贴家用。二十一岁成为普世教会的传道人，服务于紐約市第四世界主義者協會。 1848年成为纽约市一间独立教会的牧师。
哈利斯受瑞典神秘主义者伊曼紐·斯威登堡的影响而转向灵性主义，1851年离开纽约到弗吉尼亚州发起公社实验，两年后该公社失败。随后回到英格兰宣扬伊曼紐·斯威登堡的思想，以作家和诗人为职业。
哈利斯又回到美国生活了几年，开过银行、面粉磨坊、葡萄园，也逐渐聚拢一小群宗教追随者。在纽约州的伊利湖畔建起合作社性质的新生活兄弟会。
1875年，哈利斯在加利福尼亚州圣罗莎创建了喷泉树林社区。 

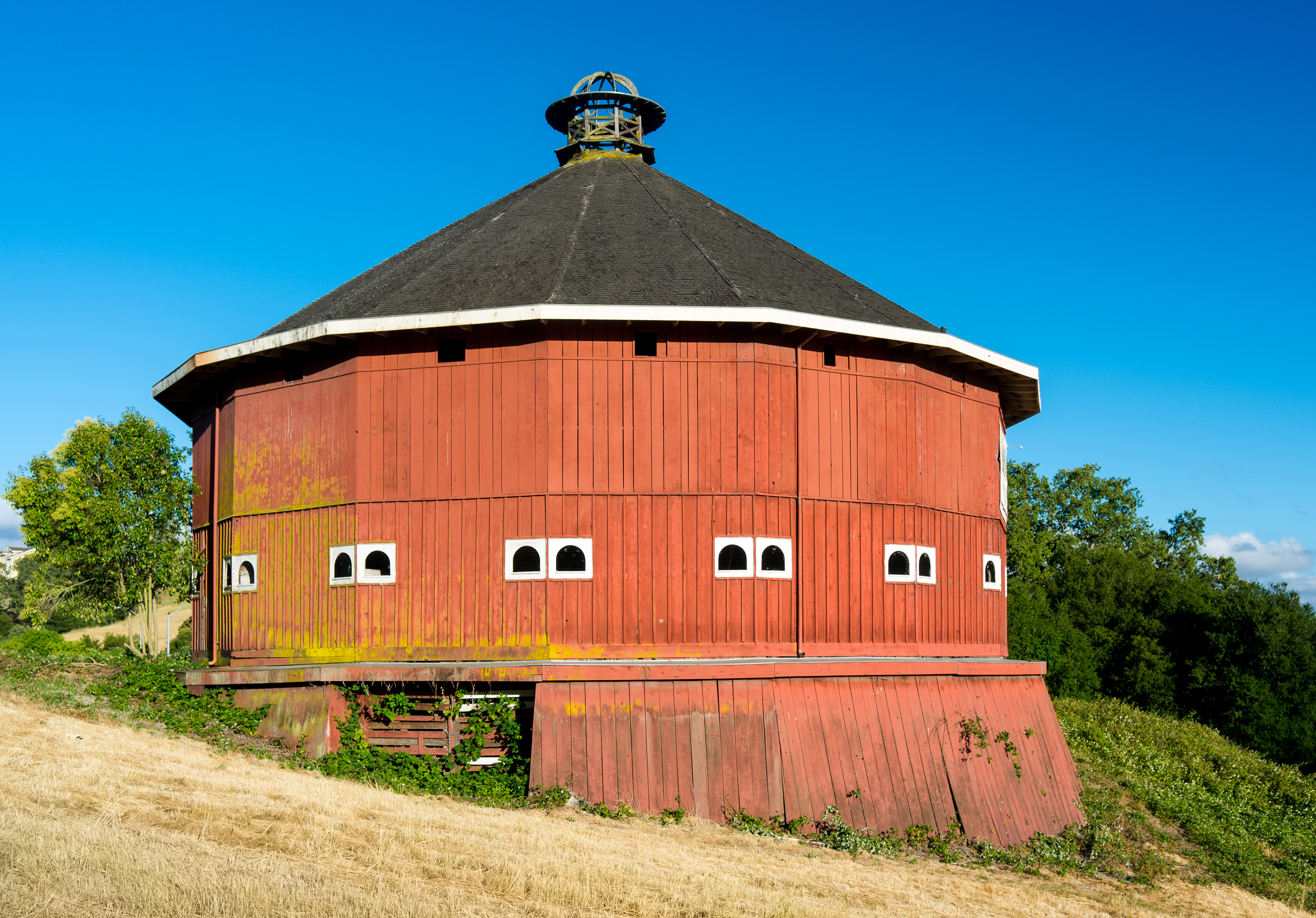
加利福尼亚州聖羅莎的方廷格罗夫圆谷仓